# اولمت (آلمان)
اولمت (به آلمانی: Ulmet) یک شهر در آلمان است که در Altenglan واقع شده‌است. اولمت ۷۵۵ نفر جمعیت دارد.